# Lucien Tirté Van Cléemputte
Lucien Tirté Van Cléemputte, né le 15 mai 1795 à Paris où il est mort le 18 août 1871, est un architecte français.

## Biographie
Lucien Tirté van Cléemputte est le fils de Pierre Louis Van Cléemputte et de Marguerite Flore Lenfant.
Il entre à l’École des beaux-arts en 1815, et devient l'élève de Charles Percier.
En 1816, il remporte le prix de Rome.
En 1824, il entre au service de la Ville de Paris comme architecte-voyer, puis en 1860, il devient inspecteur divisionnaire des travaux.
Il épouse en 1825 Julie Cornélie Godde.
Il meurt le 18 août 1871 son domicile du passage Sainte Marie. Il est inhumé le 20 août au cimetière du Père-Lachaise.

## Distinction
Lucien Tirté van Cléemputte est fait chevalier de la Légion d'honneur en 1846, puis officier en 1866.